# Argus As 014

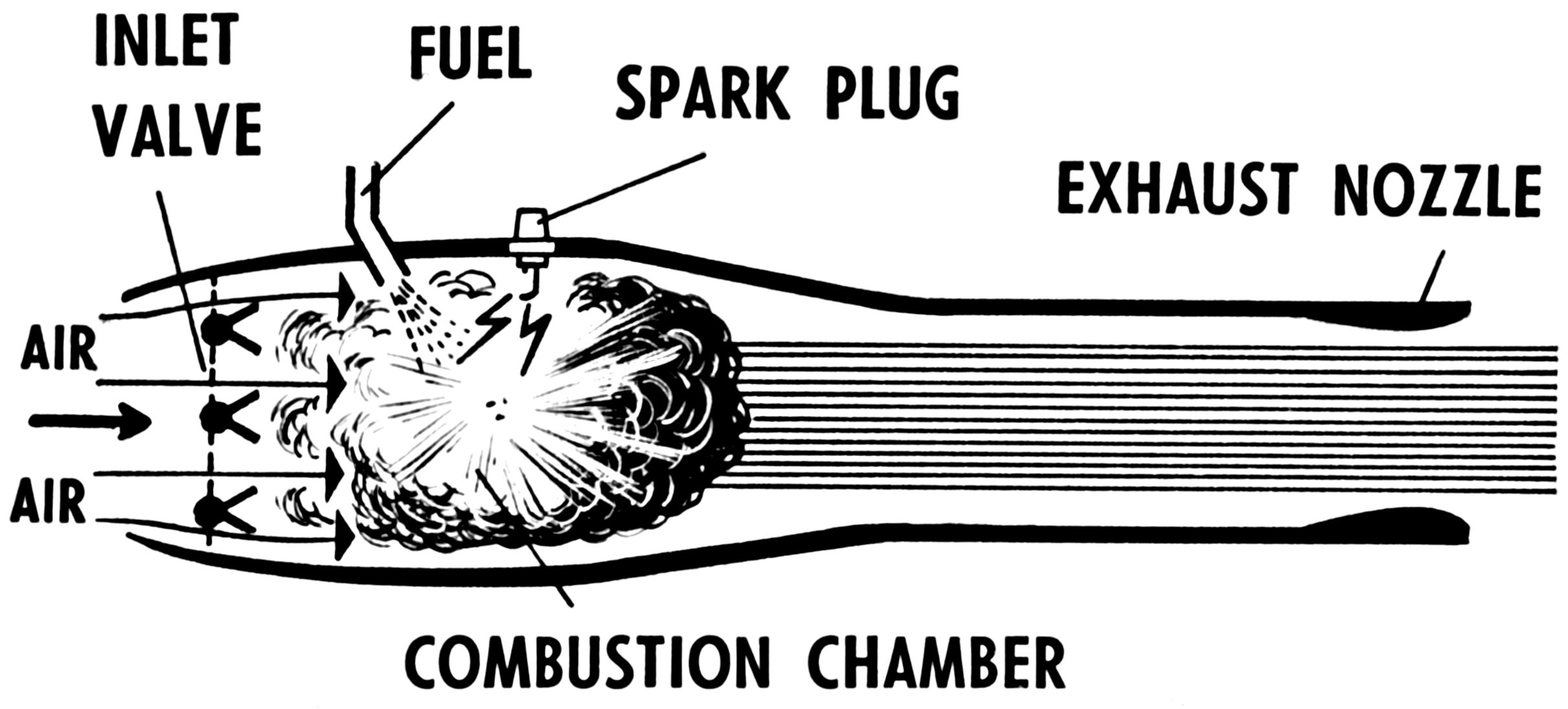
Diagrama que muestra la operatividad del pulsorreactor.

El Argus As 014, denominado 109-014 por el Ministerio del Aire del Reich, es un pulsorreactor diseñado y fabricado por la compañía alemana Argus Motorengesellschaft. Su cometido principal fue motorizar el Fieseler Fi 103, un misil de crucero alemán, más conocido como V1.

## Características
El As 014 resultaba un motor muy sencillo. La estructura constaba de un tubo de acero resultante de enrollar una plancha de este material. En el extremo frontal se ubicaban las válvulas que permitían la admisión de aire y cerraban la cámara de combustión, en un ciclo que se repetía unas 45 veces por segundo y producía un zumbido característico y la bujía, que junto a una fuente externa de aire comprimido iniciaban las explosiones. Inmediatamente después del inicio de las explosiones, se dejaba de meter aire comprimido al reactor y se apagaba la bujía, dado que el funcionamiento de este ya era autosuficiente. Un pulsorreactor no necesita más componentes, pero el proceso de funcionamiento desgasta rápidamente las válvulas, destruyéndolas al cabo de unos 35 min. de funcionamiento y paralizando el motor.
La primera prueba del motor se llevó a cabo en abril de 1941, con un modelo reducido instalado bajo un biplano Gotha Go 145. El modelo final del As 014, ya instalado en un V1, voló el 24 de diciembre de 1942. Por término medio, el empuje generado por el As 014 era de unos 272 kg. Era posible modificar este valor incrementando el flujo de combustible, con lo que el V1 podía alcanzar velocidades entre 650 y 750 km/h.